# 香港華菁會
香港華菁會（Hua Jing Society），是香港的一個海歸派青年組織，榮譽贊助人包括梁振英、林鄭月娥。榮譽顧問是香港中聯辦的青年工作部部長韓淑霞。
香港華菁會是由30多名在中國的大陸地區成長、海外求學、香港發展事業的80後創辦，會員職業涵蓋金融業、保險、傳媒、公共行政、教育界、文化藝術、公益等專業新香港人，目前會員已超過400人。

## 成員
- 名譽贊助人: 梁振英、林鄭月娥
- 名譽主席: 李寧、黎明、朗朗、張怡寧、李一、王征、林富強、王貴國、張懿宸、匡耀、胡野碧、沈南鵬、馬化騰
- 創會主席: 方方
- 永遠榮譽主席: 陳晴、陳爽
- 榮譽主席: 張毅、饒桂珠
- 主席：李中
- 副主席: 張玥、任珊珊、刁潼、趙佳音、郭齊飛、劉洋、趙暘、蘇曉鵬、賈紅睿、林曉東
- 秘書長: 洪雯

### 引用
1. ↑  .   [2012-05-07]. （原始内容存档于2016-03-04）. （页面存档备份，存于）

### 网页
- 香港華菁會 （页面存档备份，存于）